# Козачков, Валентин Фёдорович
Валентин Фёдорович Козачко́в (2 февраля 1934, Одесса — 24 декабря 2012, там же) — советский и украинский киноактёр и кинорежиссёр, заслуженный деятель искусств Украины (1999).

## Биография
Валентин Фёдорович Козачков родился 2 февраля 1934 года в Одессе. Учился в Оренбургском педагогическом институте (ныне Оренбургский государственный педагогический университет). В 1966 году окончил режиссёрский факультет ВГИКа (мастерская Ю. Геники и А. Шишкова) и работал режиссёром Одесской киностудии. Кроме этого, много снимался в кино и телесериалах. Его наиболее известные роли в сериалах «Ликвидация», «Счастье по рецепту», «Женская логика-2».
Умер 24 декабря 2012 года в Одессе.

## Награды
- Заслуженный деятель искусств Украины (1999)[2].

## Фильмография

### Актёр
1. 1966 — Товарищ песня — часовщик Яша
2. 1967 — Тихая Одесса — эпизод (в титрах — В. Казачков)
3. 1971 — «Тигры» на льду — милиционер с перевязанной щекой
4. 1983 — Среди серых камней — эпизод
5. 1987 — Топинамбуры — эпизод (нет в титрах)
6. 1989 — Дежа вю — Шлём Абрам Семёнович, еврей-кооператор из Владивостока
7. 1989 — Светлая личность — сотрудник «КЛООПа», сосед по коммуналке
8. 1991 — Пустыня — первосвященник Каиаф
9. 1992 — Воздушные пираты (Украина) — пассажир, который просил лететь в Тель-Авив
10. 1992 — Ребёнок к ноябрю (Украина) — эпизод
11. 1992 — Чувствительный милиционер (Украина, Франция) — эпизод
12. 1994 — Анекдотиада, или История Одессы в анекдотах
13. 1994 — Увлеченья (Украина, Россия) — игрок на ипподроме
14. 1998 — Сочинение ко Дню Победы — пассажир самолёта, старый друг Маргулиса
15. 2002 — Женская логика 2 — эпизод
16. 2003 — Дружная семейка (22-я серия «Быстрый Джонни») — Трахтенберг
17. 2005 — Золотой телёнок (2-я серия) — старичок на лавке  (нет в титрах)
18. 2005 — Мальчишник, или Большой секс в маленьком городе — дядя Сеня
19. 2006 — Иван Подушкин. Джентльмен сыска (фильм 2 «Бриллиант мутной воды») — Гергиади
20. 2006 — Счастье по рецепту — Лев Борисович
21. 2007 — Ликвидация — председатель комиссии по усыновлению
22. 2009 — Мелодия для шарманки (Украина) — эпизод
23. 2010 — Буду помнить — Пекарский (в титрах — Казачков)
24. 2011 — Ласточкино гнездо — папа Георгия Михайловича
25. 2011 — Охотники за бриллиантами — Изя Полонский
26. 2012 — Одесса-мама («Жемчужина у моря»; Украина) — эпизод

### Режиссёр
1. 1966 — Песня-пароль (из киноальманаха «Товарищ песня»)
2. 1969 — Если есть паруса
3. 1970 — Валерка, Рэмка +…
4. 1971 — «Тигры» на льду
5. 1972 — Мушкетёры 4 «А»
6. 1974 — Посылка для Светланы
7. 1974 — Мальчишки ехали на фронт
8. 1976 — Волшебный круг
9. 1977 — Солдатки
10. 1979 — Казаки-разбойники
11. 1981 — Золотые туфельки
12. 1987 — Топинамбуры